# Thomas Scrope, 5. Baron Scrope of Masham
Thomas Scrope, 5. Baron Scrope of Masham (* um 1428; † 1475) war ein englischer Adliger.

## Leben
Er war der dritte Sohn von John Scrope, 4. Baron Scrope of Masham, aus dessen Ehe mit Elizabeth, Tochter des Sir Thomas Chaworth, Gutsherr von Wiverton in Nottinghamshire. Da seine beiden älteren Brüder kinderlos und vor seinem Vater starben, erbte er dessen Titel als Baron Scrope of Masham bei dessen Tod 1455.
Als Baron Scrope of Masham nahm er zwischen 1459 und 1472 mehrfach an Sitzungen des House of Lords teil und wurde in den Jahren 1455 bis 1470 mit mehreren Missionen beauftragt, wie zum Beispiel als Commissioner of the Peace in der North Riding of Yorkshire und East Riding of Yorkshire sowie als Commissioner of Array für Yorkshire.
Während der Rosenkriege verhielt er sich weitestgehend neutral und zurückhaltend und nur eine Quelle lässt auf die Beteiligung bei einer der Schlachten, entweder bei Blore Heath im September 1459 oder bei Ludlow im Oktober 1459, schließen, da er im Dezember 1459 von König Heinrich VI. mit einer Rente bzw. jährlichen Zahlung von 20 Mark für seine Dienste gegen das Haus York belohnt wurde.
Er starb 1475.

## Ehe und Nachkommen
Er war verheiratet mit Elizabeth Greystock, Tochter des Ralph de Greystoke, 5. Baron Greystoke. Mit ihr hatte er sieben Kinder:
- Thomas Scrope, 6. Baron Scrope of Masham (um 1459–1493) ⚭ Lady Elizabeth Neville, Tochter des John Neville, 1. Marquess of Montagu;
- Henry Scrope, 8. Baron Scrope of Masham († um 1512);
- Ralph Scrope, 9. Baron Scrope of Masham († 1515) ⚭ Eleanor Windsor, Tochter des Andrew Windsor, 1. Baron Windsor;
- Geoffrey Scrope, 10. Baron Scrope of Masham († 1517);
- Alice Scrope († nach 1490) ⚭ Sir James Strangeways, of West Harlsey;
- Margaret Scrope († nach 1531) ⚭ Sir Christopher Danby, of Farnley and Thorpe Perrow;
- Elizabeth Scrope ⚭ Sir Randolph FitzRandolph, of Spennithorne.